# 카미엔포모르스키
카미엔포모르스키(폴란드어: Kamień Pomorski)는 폴란드 북서부 자호드니오포모르스키에 주의 한 마을이다. 2005년 12월 31일 기준, 거주인구는 9,123명이다.

## 역사
마을은 1176년에 로마 가톨릭 캄민 교구 (Roman Catholic Diocese of Kammin)와 포메라니아 관구의 소재지가 되었다. 파더 포메라니아 (Farther Pomerania) 속에 위치함에 따라, 때때로 포메라니아의 공작들이 마을에 거주 했을 것이다. 1228년까지 도미니코회가 마을의 종교적 사무에 종사했으며 1274년 마을은 뤼벡 시 공민권 (Lübeck law, Lübeck city rights)을 얻었다.
스웨덴은 1648년에 30년 전쟁을 마치는 베스트팔렌 조약으로 마을의 지배권을 얻었다. 1679년 브란덴부르크-프로이센에 의해 획득된, 마을은 1701년 프로이센 왕국의 일부가 되었다. 그 당시로부터 1945년까지 카미엔포모르스키는 프로이센 왕국이자 후에 독일의 일부로 남아 있었다. 프로이센 포메라니아 주의 일부로서 다스려진 상태였다.
마을은 제2차 세계 대전 후 1945년 포츠담 선언으로 연합국에 의해 폴란드 관리하에 두게 된다. 마을에 남아있는 독일인들은 추방되거나 폴란드인으로 바뀌었다.
2009년 4월 13일 마을에 있는 홈리스 호스텔 (homeless hostel)에 화재가 적어도 21명을 죽게 했으며 20여명을 다치게 했다.

## 자매도시
- 브로묄라(Bromölla) (스웨덴)
- 코바리 (Kowary) (폴란드)
- 뤼넨 (Lünen) (독일)
- 포르보 (Porvoo) (핀란드)
- 토르겔로프 (Torgelow) (독일)
- 그림멘 (Grimmen) (독일)